# Gustav Berlin
Gustav Berlin (* 9. Mai 1878 in Gleidingen; † 26. Dezember 1955 in Göttingen) war ein preußischer Verwaltungsjurist und Kommunalpolitiker. Er war Landrat in den Provinzen Pommern und Hannover.
Gustav Berlin wurde 1901 Gerichtsreferendar, 1904 Regierungsreferendar. Ab 1907 war er als Regierungsassessor beim Landratsamt Schwelm, in Marggrabowa und schließlich bei der Regierung in Potsdam. 1913 ging er nach Oppeln und wurde Regierungsrat. Während des Ersten Weltkriegs leistete er von 1914 bis 1919 Kriegsdienst. Anschließend arbeitete er bei der Regierung in Hildesheim.
Ab 1920 war er Landrat des Landkreises Peine, ab 1928 des Landkreises Kolberg-Körlin und ab 1934 des Landkreises Lauenburg i. Pom. 1937 übernahm er vertretungsweise das Landratsamt in Grimmen. 1939 bis 1943 war er Landrat in Uelzen und wurde anschließend in den Ruhestand versetzt.